# شارپس (فلوریدا)
شارپس (به انگلیسی: Sharpes) یک منطقهٔ مسکونی در ایالات متحده آمریکا است که در شهرستان بروارد، فلوریدا واقع شده‌است. شارپس ۱۶٫۳ کیلومتر مربع مساحت و ۳٬۴۱۱ نفر جمعیت دارد و ۶ متر بالاتر از سطح دریا واقع شده‌است.